# Queiriga
Queiriga ist eine Gemeinde (Freguesia) im portugiesischen Kreis Vila Nova de Paiva. In ihr leben 523 Einwohner (Stand 19. April 2021).